# اقدامات شدید
اقدامات شدید (به انگلیسی: Extreme Measures) یک فیلم سینمایی آمریکایی در ژانر فیلم مهیج و جنایی محصول سال ۱۹۹۶ میلادی که بر اساس رمان مایکل پالمر با همین نام ساخته شده و به فداکاری‌های پزشکی می‌پردازد. این فیلم به کارگردانی مایکل اپتد و به بازیگری هیو گرانت، جین هکمن، سارا جسیکا پارکر و دیوید مورس می‌باشد.

## خلاصه داستان
گای لوتان (هیو گرانت) دکتری بریتانیایی است که پس از ناپدید شدن جسدی در اورژانس بیمارستان، شروع به سؤال پرسیدن می‌کند و …